# تشارلز غريسبي
تشارلز غريسبي (بالإنجليزية: Charles Grigsby)‏ هو مغني أمريكي، ولد في 15 سبتمبر 1978.

## وصلات خارجية
- تشارلز غريسبي على موقع ميوزك برينز (الإنجليزية)
- تشارلز غريسبي على موقع ديسكوغز (الإنجليزية)